# Албизола Супериоре
Албизо̀ла Суперио̀ре (на италиански: Albisola Superiore; на лигурски: d'äto d'Arbissêua, д'ато д'Арбисеуа) е морски курортен град и община в Северна Италия, провинция Савона, регион Лигурия. Разположен е на брега на Лигурско море, на лигурското Западно крайбрежие. Населението на общината е 10 370 души (към 2011 г.).